# Hot, Cool & Vicious
Hot, Cool & Vicious è l'album di debutto del gruppo R&B statunitense tutto al femminile Salt-n-Pepa, pubblicato nel 1986 dalle etichette London e Next Plateau Entertainment.
L'album, uno dei primi incisi da un gruppo hip hop composto da sole donne, conteneva i singoli My Mic Sounds Nice, Tramp, Push It, Chick on the Side e The Showstopper, quest'ultimo inciso dal gruppo con il nome d'arte Super Nature nel 1985.
In particolare, Tramp era una cover dell'omonimo brano soul di Otis & Carla ed è stato pubblicato con successo in Regno Unito come doppia a-side insieme a Push It.

## Tracce
London (828363, 422-828363-2)
Next Plateau (STM-1007)
1. Push It – 4:26 (Hurby Azor) – (remix)
2. Beauty and the Beat – 4:39 (Hurby Azor)
3. Tramp – 3:30 (Fulson, McCracklin)
4. I'll Take You Man – 6:22 (Clinton, Collins, Worrel)
5. It's Alright – 3:15 (Hurby Azor)
6. Chick on the Side – 4:54 (Pointer) – (remix)
7. I Desire – 3:16 (Hurby Azor, Wilson)
8. The Showstopper – 6:22 (Hurby Azor)
9. My Mic Sounds Nice – 4:52

Durata totale: 41:36

## Classifiche
| Classifica (1986) | Posizione raggiunta |
| ----------------- | ------------------- |
| Stati Uniti       | 26                  |
| Nuova Zelanda     | 41                  |